# Thibault de Montalembert
Thibault de Montalembert, född 10 februari 1962 i Laval, Mayenne, är en fransk skådespelare.
de Montalembert har bland annat medverkat i filmerna 50 vårar och På västfronten intet nytt. Han har även medverkat i TV-serien Franklin.

## Filmografi (i urval)
- 2006 – Infödd soldat
- 2015–2020 – Ring min agent! (TV-serie)
- 2017 – 50 vårar
- 2022 – På västfronten intet nytt (2022)
- 2023 – My Mother's Wedding
- 2024 – Franklin (TV-serie)
- 2024 – The Veil (TV-serie)